# K-266 Orël
Il K-266 Orël (ex Severodvinsk) è un SSGN russo della classe Oscar II. Entrato in servizio nel 1992, è inquadrato nella Flotta del Nord.

## Storia
La costruzione del K-266 venne intrapresa presso il cantiere navale Sevmash, a Severodvinsk, il 19 gennaio 1989. Nel 1991 ricevette il nome di Severodvinsk, ed entrò in servizio il 30 dicembre 1992 nella Flotta del Nord.

Il 5 febbraio 1993 entrò nell'11ª Divisione subacquea, ed il 6 aprile successivo ricevette il nome definitivo di Orël. L'anno successivo, il battello fu trasferito presso la 7ª Divisione. Nel 1995/1996 svolse una serie di crociere operative, e nel 2001 prese parte alle operazioni di recupero del K-141 Kursk. Nel luglio 2007 partecipò ad un'importante esercitazione navale della Flotta del Nord. Dal 2008, l'unità risultava non più operativa. Nel 2013 è tornato in servizio dopo lavori di ammodernamento.